# Norskt Trav-Kriterium
Norskt Trav-Kriterium är ett travlopp för 3-åriga varmblod som körs på Bjerke Travbane i Bjerke utanför Oslo varje år i september. Loppet har körts varje år sedan 1933, och körs över distansen 2 100 meter med autostart. Det är ett Grupp 1-lopp, det vill säga ett lopp av högsta internationella klass.
Förstapris i loppet är 750 000 norska kronor.

## Segrare
| År   | Vinnare             | Kusk                  | Tränare              | Tid      | Odds  |
| ---- | ------------------- | --------------------- | -------------------- | -------- | ----- |
| 2021 | I.D. Exeptional     | Ole Johan Østre       | Stian Eilefsen       | 1.14,4a  | 1.82  |
| 2020 | High Flyer          | Erlend Rennesvik      | Kim Pedersen         | 1.13,0a  | 2.19  |
| 2019 | Custom Colt         | Svein Ove Wassberg    | Henry Rorgemoen      | 1.14,0ag | 21.69 |
| 2018 | Stoletheshow        | Erlend Rennesvik      | Marcus Lindgren      | 1.13,4a  | 26.34 |
| 2017 | Hard Times          | Ulf Ohlsson           | Ola Åsebö            | 1.13,4a  | 8.85  |
| 2016 | Shocking Superman   | Björn Goop            | Björn Goop           | 1.12,7a  | 8.59  |
| 2015 | El Toro B.R.        | Per Oleg Midtfjeld    | Björn Goop           | 1.15,2a  | 5.52  |
| 2014 | Undone              | Johan Herbjörn Undem  | Petter Hvistendahl   | 1.14,0a  | 3.24  |
| 2013 | Papagayo E.         | Vidar Hop             | Jan Kristian Waaler  | 1.14,4a  | 4.55  |
| 2012 | Amir B.             | Tor Wollebaek         | Eldar Harviken       | 1.14,2a  | 10.92 |
| 2011 | Viking Frecel       | Vidar Hop             | Jan Kristian Waaler  | 1.16,3a  | 1.53  |
| 2010 | Muscles Wiking B.R. | Björn Goop            | Olle Goop            | 1.14,8a  | 1.10  |
| 2009 | Bullchip            | Vidar Hop             | Jan Kristian Waaler  | 1.15,5a  | 9.11  |
| 2008 | First Eleven L.     | Vidar Hop             | Jan Kristian Waaler  | 1.16,0a  | 2.30  |
| 2007 | Lucky Buck          | Vidar Hop             | Jan Kristian Waaler  | 1.15,8a  | 1.21  |
| 2006 | Tinita Love         | Geir Vegard Gundersen | Ole Isaksen          | 1,15,3a  | 1.20  |
| 2005 | Mystical News       | Frode Hamre           | Tor Olav Waaler      | 1.16,0a  | 1.59  |
| 2004 | Jetstile            | Geir Vegard Gundersen | Per Johansen         | 1.14,7a  | 1.60  |
| 2003 | Thai Tanic          | Vidar Hop             | Trond Anderssen      | 1.14,9a  | 1.09  |
| 2002 | Hot Chili Pepper    | Frode Hamre           | Lars Magne Sövik     | 1.16,4a  | 1.15  |
| 2001 | Millmaker           | Lars Anvar Kolle      | Hans Tore Halland    | 1.16,9a  | 4.31  |
| 2000 | Nimbus Goal         | Trond Skauen          | Trond Anderssen      | 1.15,6a  | 3.23  |
| 1999 | Scott Springborne   | Björn Duestad         | Björn Duestad        | 1.16,7a  | 3.39  |
| 1998 | Trix Pedro          | Gunnar Eggen          | Terje Pedersen       | 1.15,2a  | 3.04  |
| 1997 | Sugarcane Volo      | Hans Petter Tholfsen  | Hans Petter Tholfsen | 1.16,1a  | 2.12  |
| 1996 | Sir Volo            | Hans Petter Tholfsen  | Hans Petter Tholfsen | 1.16,5a  | 5.52  |
| 1995 | Gentle Star         | Gunleif Tollefsen     | Gunleif Tollefsen    | 1.15,5a  | 1.92  |
| 1994 | Soir Des Tibur      | Trond Skauen          | Camel Benkheira      | 1.15,1a  | 1.63  |
| 1993 | Tamin Sandy         | Björn Garberg         | Olav Christiansen    | 1.17,1a  | 1.41  |